# William Kircher
William Kircher (23 maggio 1958) è un attore neozelandese.

## Biografia
Nato il 23 maggio del 1958, Kircher è sposato con Nicole Chesterman, con cui ha quattro figlie.

## Filmografia parziale

### Cinema
- Lo Hobbit - Un viaggio inaspettato (The Hobbit: An Unexpected Journey), regia di Peter Jackson (2012)
- Lo Hobbit - La desolazione di Smaug (The Hobbit: The Desolation of Smaug), regia di Peter Jackson (2013)
- Lo Hobbit - La battaglia delle cinque armate (The Hobbit: The Battle of the Five Armies), regia di Peter Jackson (2014)

### Televisione
- Xena - Principessa guerriera - serie TV, 1 episodio (1998)
- A Twist in the Tale - serie TV, 1 episodio (1999)
- La spada della verità - serie TV, 1 episodio (2009)

## Doppiatori italiani
Nelle versioni in italiano delle opere in cui ha recitato, William Kircher è stato doppiato da:
- Francesco Sechi ne Lo Hobbit - Un viaggio inaspettato, Lo Hobbit - La desolazione di Smaug, Lo Hobbit - La battaglia delle cinque armate